# أحمد مشير السلطنة
أحمد مشير السلطنة، من مواليد 6 يوليو 1844، وتوفي بتاريخ 20 أبريل 1918. عين رئيساً لوزراء إيران مرتين. دفن في العتبة الفاطمية.